# Julia Goldani Telles
Pour les articles homonymes, voir Telles.
Julia Goldani Telles (née le 18 mars 1995 à Los Angeles) est une actrice et danseuse de ballet américaine. Elle est principalement connue pour son rôle de Sasha Torres dans la série Bunheads diffusée sur la chaîne télévisée américaine ABC Family et celui de Whitney Solloway dans la série The Affair.

## Biographie
Julia Telles est née à Los Angeles, Californie, ville dans laquelle elle vivait avec sa mère brésilienne et son père américano-mexicain, jusqu'à l'âge de 2 ans où elle déménage avec ses parents à Rio de Janeiro. C'est également à cet endroit qu'elle fut introduite dans le monde du ballet à l'âge de 5 ans. Lorsque sa famille emménage à Los Angeles, Julia n'a alors que 6 ans et ne parle que le portugais ; elle apprend l'anglais à la suite du déménagement en partant à New York à l'âge de 13 ans. Elle fréquente alors l'école des enfants professionnels à Manhattan.
Elle débute dans la danse à l'âge de 5 ans au Brésil avant de suivre la formation professionnelle au School of American Ballet et au Ballet Academy East de Manhattan. Elle apparaît dans de nombreux spectacles de ballet dont La Belle au Bois Dormant, Casse-Noisette, Don Quichotte et Le Lac des Cygnes. À cause d'une blessure à l'âge de 15 ans, elle est forcée d'arrêter le ballet pendant un an et, pour éviter la dépression, décide de suivre un cours d'art dramatique. Son agent estime que la série Bunheads était faite pour elle, car il estimait qu'elle serait à l'aise avec l'aspect de la danse du spectacle.
Elle a également joué dans un épisode de la série Blue Bloods en 2014.
La même année, elle joue la fille de Dominic West et Maura Tierney dans la série dramatique The Affair.

## Filmographie
| Année     | Titre                    | Rôle             | Notes                |
| --------- | ------------------------ | ---------------- | -------------------- |
| 2012-2013 | Bunheads                 | Sasha Torres     | Rôle principal       |
| 2014      | Blue Bloods              | Morgan Stallings | Guest star           |
| 2014      | The Carrie Diaries       | Amelia Strong    | Guest star           |
| 2014      | Nurse Jackie             | Mandy            | Guest star           |
| 2014      | The Affair               | Whitney Solloway | Rôle principal       |
| 2016      | Gilmore Girls            | Sandee Martin    | Guest Star           |
| 2018      | Slender Man              | Hallie           | Rôle principal       |
| 2018      | Terre maudite            | Emma Harper      | Rôle principal       |
| 2022      | New York, unité spéciale | Kelsey Jones     | Saison 24, épisode 3 |